# Charidotella oblita
Charidotella oblita là một loài bọ cánh cứng trong họ Chrysomelidae. Loài này được Suffrain miêu tả khoa học năm 1868.